# 로버트 스미스 (음악가)

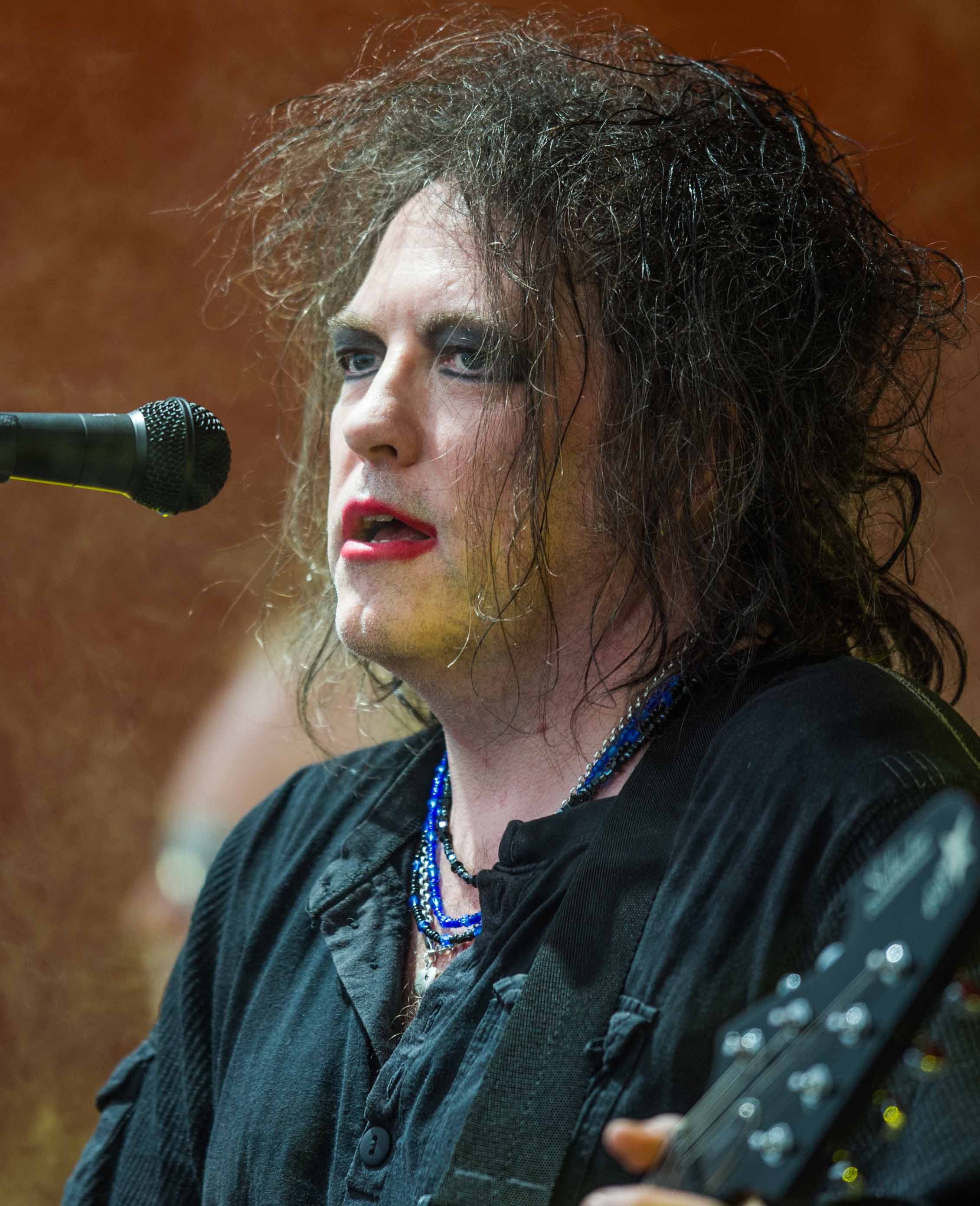
2012년 6월의 공연 모습

로버트 제임스 스미스(Robert James Smith, 1959년 4월 21일 ~ )는 잉글랜드의 가수, 작곡가, 음악가, 레코드 프로듀서이다. 리드 싱어, 기타리스트, 작곡가로서 잘 알려져 있으며 1978년 공동 결성한 록 밴드 더 큐어의 일원으로 계속 참여하고 있다. 1982년부터 1984년까지 밴드 수지 앤 더 밴시스의 리드 기타리스트이며 1983년 단명한 그룹 더 글로브의 일원이기도 했다.

## 디스코그래피
With Cult Hero
- "I'm a Cult Hero" single (1979)

With the Glove
- Blue Sunshine (1983)

With Siouxsie and the Banshees
- Nocturne (1983)
- Hyæna (1984)

As solo artist
- "Pictures of You (Paul Mac Remix)" (Cure cover version) (2004) From the One Perfect Day Soundtrack
- "Very Good Advice" (Kathryn Beaumont cover version) (2010) From the Almost Alice album
- "Small Hours" (John Martyn cover version) (2011) From the Johnny Boy Would Love This tribute album
- "Witchcraft" (Frank Sinatra cover version) (2012) From the Frankenweenie Unleashed! album